# Can Roig (Pineda de Mar)
Can Roig és una masia a l'oest del nucli antic de Pineda de Mar (el Maresme) inclosa a l'Inventari del Patrimoni Arquitectònic de Catalunya. La importància i interès de la masia és de caràcter arqueològic, doncs fou edificada sobre les runes d'una vil·la romana. És darrere aquesta casa on es trobava el lacus o safareig on arribava l'aigua de l'aqüeducte romà.

## Arquitectura
Masia de planta baixa i dos pisos, amb tres cossos perpendiculars a la façana principal. Amb dos cossos adossats a les façanes laterals i un cos a la façana posterior. Teulada a dues vessants amb espadanya al vèrtex. Porta d'entrada i finestres de forma rectangular amb la llinda recta i rodejades de motllura. Conserva els embigats, dues sitges situades a l'entrada de la casa i l'antic celler. Al davant de la façana té el pati encerclat per una paret. Davant, l'era de batre. El seu interior es troba en estat de ruïna total.